# Jeanne Doomen
Jeanne Doomen (Eindhoven, 19 november 1950) is een (voormalig) Nederlands journalist.

## Levensloop
Jeanne Doomen volgde na haar middelbare opleiding (gymnasium alfa, 1963-1969) een studie rechten aan de Universiteit van Amsterdam (1969-1976). Buiten haar studie was ze actief in onder meer Dolle Mina, Vrouwen tegen Verkrachting en de Feministische Uitgeverij Sara.
Ze begon haar journalistieke loopbaan bij Folia Civitatis (1973 tot 1979) en vervolgde deze bij De Journalist (1970-1977). Ze specialiseerde zich in juridische onderwerpen en zaken die samenhingen met de vrouwenbeweging. In 1976 ging ze werken bij de Volkskrant waaraan ze tot eind 2002 verbonden was. Ook hier hield ze zich bezig met de thema's vrouwen en recht en schreef onder meer interviews, columns en boekbesprekingen. Tevens was ze als docent recht verbonden van 1980 tot 1985 aan de School voor Journalistiek.
Na 2000 was ze webwinkelier en produceerde ze weblogs (Fanlog Radio 1 Journaal).
Ze won in 1992 de Johannes Cornelis Ruigrok Prijs van de Koninklijke Nederlandse Akademie van Wetenschappen voor het boek De hollende kleurling.

## Publicaties (selectie)
- Je vroeg me wat zonde was. Gedichten (1969)
- Verkrachting. Ervaringen, vooroordelen, achtergronden (1976)
- Heb je soms aanleiding gegeven? Handleiding voor slachtoffers van verkrachting bij de confrontatie met politie en justitie (1978)
- Strafbare seksualiteit. Opvattingen en aanpak van politie, justitie en hulpverlening (1984, redactie, met Jos Frenken)
- Opinies over journalistiek gedrag. De uitspraken van de Raad voor de Journalistiek 1960-1987 (1987)
- De hollende kleurling. Het Nederlandse strafrecht in negen verhalen (1990)
- Behoorlijk blauw. Politieoptreden in Nederland (1996)
- Lekker eten zonder handomdraai. Het RSI-kookboek (1999)